# Nechí
Nechí es un municipio de Colombia, localizado en la subregión del Bajo Cauca del departamento de Antioquia y de la ecoregión de La Mojana ubicada en zona fisiográfica de la Depresión momposina. 
Es el municipio más septentrional de Antioquia. Limita por el norte con el departamento de Córdoba y el departamento de Bolívar, por el este con el departamento de Bolívar, por el sur con los municipios de El Bagre y Caucasia y por el oeste con Caucasia. Su cabecera dista 358 kilómetros de la ciudad de Medellín, capital del departamento de Antioquia. El municipio posee una extensión de 914 kilómetros cuadrados.
Nechí es una palabra de los indígenas catíos que significa Oro Puro u Oro Natural: Ne quiere decir Oro, y chí, Natural o  Puro.

## Historia
Los indios Nutabes habitaron todo el territorio antioqueño de la región hoy conocida en el departamento como Bajo Cauca, a la cual pertenece este distrito. Fueron aguerridos y lucharon hasta el final contra los conquistadores españoles que querían apoderarse de sus tierras hasta que fueron vencidos y sometidos. 
Fundado por Fernando Lozano Infante y Paniagua, el 13 de junio de 1636, Nechí fue siempre a inicios de su vida, un caserío que servía de reposo a los viajeros que navegaban por los ríos Cauca y Nechí desde Cartagena hacia el interior de la provincia de Santafé de Antioquia. Para ese entonces, por los criollos se le denominaba San Antonio de Bermejal, su nombre original de fundación. En 1636, Nechí era un caserío de nativos aborígenes y de esclavos cimarrones, que al ser visitado por la cuadrilla de Don Fernando Lozano Infante y Paniagua, fue fundado con el nombre de San Antonio de Bermejal. 
Hasta su fundación española, es claro que en el territorio habitaban los aborígenes zenúes de la familia Zenufana como lo han establecido los estudios al respecto de la familia zenú. La vertiente zenufana era de naturaleza orfebre y cosechadoras de arroz y cereales en los bajos alimentados por sus múltiples e históricos canales, de los cuales hay aún vestigios. Dicha familia zenú era regentada matrilinealmente, es decir el poder lo ejercían las mujeres. 
Luego de 1636 y hasta 1788, la historia de Nechí no presenta hechos anotados, por lo que se puede inferir que siguió su vocación de ser un sitio de descanso para viajeros cuya jornada de entrada a Antioquia, iniciaba en ese puerto y conducía por dos vías: una hacia Zaragoza, prominente lugar de entrada a la población de Remedios y otra hasta Puerto Antioquia, sitio de inicio a subida hasta Yarumal; ambos caminos hasta Santafé de Antioquia, capital de entonces. 
La primera capilla de Nechí se levantó en 1680. En 1765 existía una capilla de paja donde oficiaban sacerdotes de Mompós, Zaragoza y Cáceres.  
A raíz de algunos asuntos de problemas limítrofes en la provincia, específicamente en lo que tenía que ver con los límites entre las provincias de Cáceres, Zaragoza, la población de Ayapel y la de Mompós, el oidor real y visitador Juan Antonio Mon y Velarde llegó a la zona a reorganizar el territorio, haciéndolo primero en Cáceres y luego en el sitio denominado entonces, Bocas de Nechí, puerto fluvial que conectaba las sabanas de Ayapel, el sitio de Majagual y las ciudades de Cáceres y Zaragoza, y que era además, paso obligado para la navegación fluvial y tráfico comercial hacia la zona minera y el interior de la provincia de Antioquia. 
El sitio Bocas de Nechí pertenecía jurídicamente a la ciudad de Cáceres, provincia de Antioquia, pero fue pretendido por muchos años por la villa de Ayapel y en materia de labores e impuestos, aparece muchas veces para esos años incluido como parte de Zaragoza, que incluso delegó por años, a un teniente de oficial real para el cobro de impuestos de mazamorreo. 
Un hecho menor que mostraría la multiplicidad cultural de Nechí, sería el hecho que por falta de tierra firme en su asentamiento, se agregaba un hecho social que contribuyó a su indefinición: sus paisanos se desplazaban al sitio llamado Majagual, perteneciente a la provincia de Cartagena, pero limítrofe con Nechí y en esas tierras, llevaban a cabo sus labores cotidianas de cultivo. 
Como consecuencia de ello y a pesar de que la corona veía como irregular el hecho (y muchas veces ilegal), se establecieron vínculos comerciales, nexos sociales, intercambios y conexiones de distinto tipo que le dieron dinámica a la zona y al sitio Bocas de Nechí, donde se presentaban cruces y encuentros entre las dos provincias, básicamente en materia de mercadería y de productos para abastecer las poblaciones de esta frontera. 
Esta dinámica, apoyada y multiplicada por la navegación fluvial, dotó a este puerto de información, noticias, objetos, creencias, prácticas sociales, religiosas y culturales que mezclaron categorías socioraciales diferentes de las dos provincias. Dicha situación de frontera próxima, sirvió también para que cimarrones, fugitivos y desertores, pudieran moverse en la zona con la libertad que la justicia de una provincia no era de conocimiento en la otra jurisdicción. 

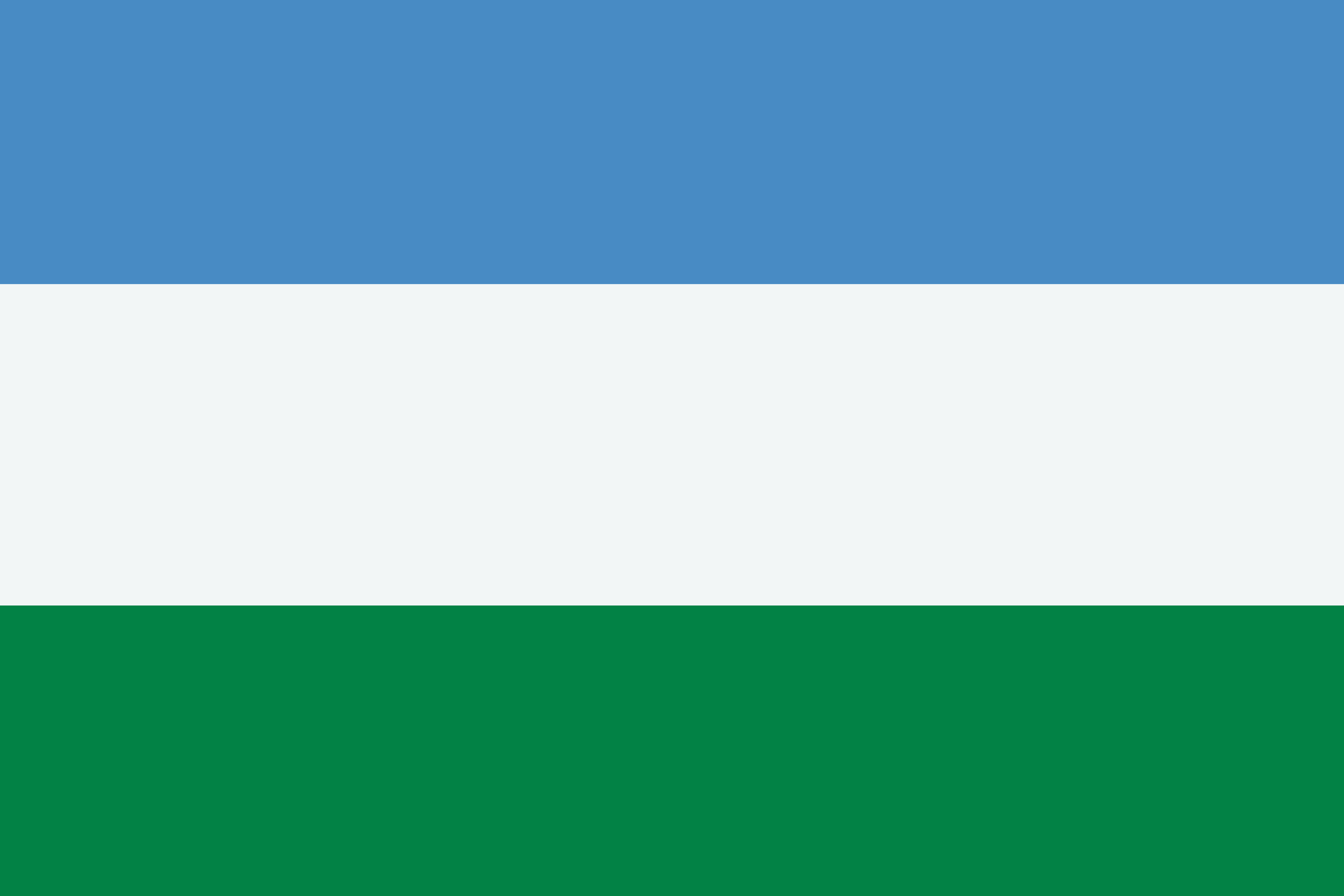
La bandera del Municipio de Nechí es un emblema de identidad y orgullo para los habitantes de esta comunidad en Antioquia, Colombia. La bandera está compuesta por tres franjas horizontales de igual tamaño, cada una con un color distintivo que representa diferentes aspectos del municipio:El azul simboliza el cielo despejado y la abundante riqueza hídrica del municipio, representando los ríos y cuerpos de agua que son vitales para la vida y el desarrollo de la región. Este color evoca la pureza y la tranquilidad de los paisajes naturales de Nechí.El blanco representa la paz, la pureza y la esperanza. Este color refleja el deseo de convivencia armoniosa y el compromiso de la comunidad con la paz y el progreso. El verde refleja la fertilidad de las tierras agrícolas, la riqueza natural y el espíritu campesino de Nechí. Este color representa la importancia de la agricultura y el compromiso con la sostenibilidad ambiental, destacando la conexión profunda entre la comunidad y su entorno natural.La bandera de Nechí encapsula la esencia de la comunidad, destacando sus recursos naturales, la paz y la agricultura como pilares fundamentales del desarrollo local. Los colores y su disposición horizontal simbolizan la unión y la cooperación de los habitantes para lograr un futuro próspero y sostenible.

Fue así que para dirimir las cuestiones territoriales y poner orden en este curato, en 1788, el gobernador de la Provincia de Antioquia, el oidor real y visitador Juan Antonio Mon y Velarde llamó a este sitio San José de Nechí, rebautizándolo para su celebración el día 19 de marzo. San José por la fecha santoral, 19 de marzo y Nechí, puesto que así se llamó siempre el paraje y su río, por los indígenas que guiaban a los españoles al mando, en alusión a la cantidad de oro natural (piedrecillas) que había en su ribera. 
Durante los años siguientes sin embargo, Zaragoza, esgrimiendo que la ciudad de Cáceres (a quién pertenecía Nechí) lo había dejado descubierto y en este paraje se presentaban toda suerte de atentados a los bienes de la Corona, estableció como alcaldes pedáneos a Capitanes españoles con infantería realista, lo que trajo cierto avance en la población, ahora resguardada y con ley. 
En el territorio del municipio de Nechí se libraron algunas batallas en el período de independencia, como la del 20 de octubre de 1815 cuando las fuerzas realistas (españolas) derrotaron a 200 patriotas mojaneros comandados por el Coronel Pedro Villapol, cuando la pólvora de las batallas acabó con el caserío que entonces existía. La revancha para los patriotas llegó el 14 de mayo de 1820, cuando las fuerzas del Capitán Clemente Jaramillo, el Teniente Manuel Del Corral y el Subteniente Salvador Córdova (hermano de José María Córdova y enviado desde Chorros Blancos por su hermano para contener el avance realista desde la costa Caribe hacia Antioquia), derrotaron en estas mismas tierras de Nechí a la fuerza realista del general Warletta y erigieron a Nechí como un puerto libre y nunca más sometido por los españoles.
Nechí es parroquia desde 1938, cuando se reconstruyó una vez más, ya que un incendio acabó con el pueblo por lo que tuvo que ser levantado nuevamente; su templo actual sólo empezó a construirse en 1944 pues las frecuentes inundaciones arrasaron los intentos de construcción anteriores.
En 1849 fue erigido como aldea, pero esta decisión fue derogada por la Cámara Provincial de Medellín en 1852. Esta misma Cámara elevó a Nechí a la categoría de distrito en 1855. En 1858 fue anexado a Zaragoza, pero en 1864 volvió a ser distrito, estatuto que se le quitó al año siguiente. En 1877 volvió a ser distrito y se le agregó a Margento. El 19 de marzo de 1884, la cabecera del municipio de Nechí fue trasladada a Margento y en 1912 Margento se estableció como cabecera municipal con su nombre. En 1936, mediante una ordenanza se trasladó de nuevo la cabecera de Margento a Nechí, pero posteriormente en este mismo año, un tribunal de justicia anuló la ordenanza y con ello la cabecera municipal quedó de nuevo en Margento. Hacia 1942, Margento desapareció como municipio y su cabecera municipal paso a Caucasia, y Nechí se convirtió en corregimiento de Caucasia.
El estatuto urbano de Nechí tuvo un período de gran inestabilidad hasta que la última erección en Municipio, a partir del 1 de enero de 1982, cuando la gesta de los denominados padres de la Municipalidad que Nechí recobró su lugar en la actual historia. Una serie de luchas políticas y reclamos al gobierno departamental de entonces, hicieron posible que los líderes locales Pantaleón Benavides, Gustavo Villadiego, Diego Puche, Teodora Jiménez, Esperanza Gil y Guillermo Pérez, entre otros lograran el reconocimiento que actualmente ostenta Nechí como municipio, desde la fecha de erección actual: el 1 de enero de 1982.

## División Político-Administrativa
Además de su Cabecera municipal. Nechí tiene bajo su jurisdicción los siguientes corregimientos (de acuerdo a la Gerencia departamental):
- Bijagual
- Cargueros
- Colorado
- La Concha
- Las Flores

## Generalidades

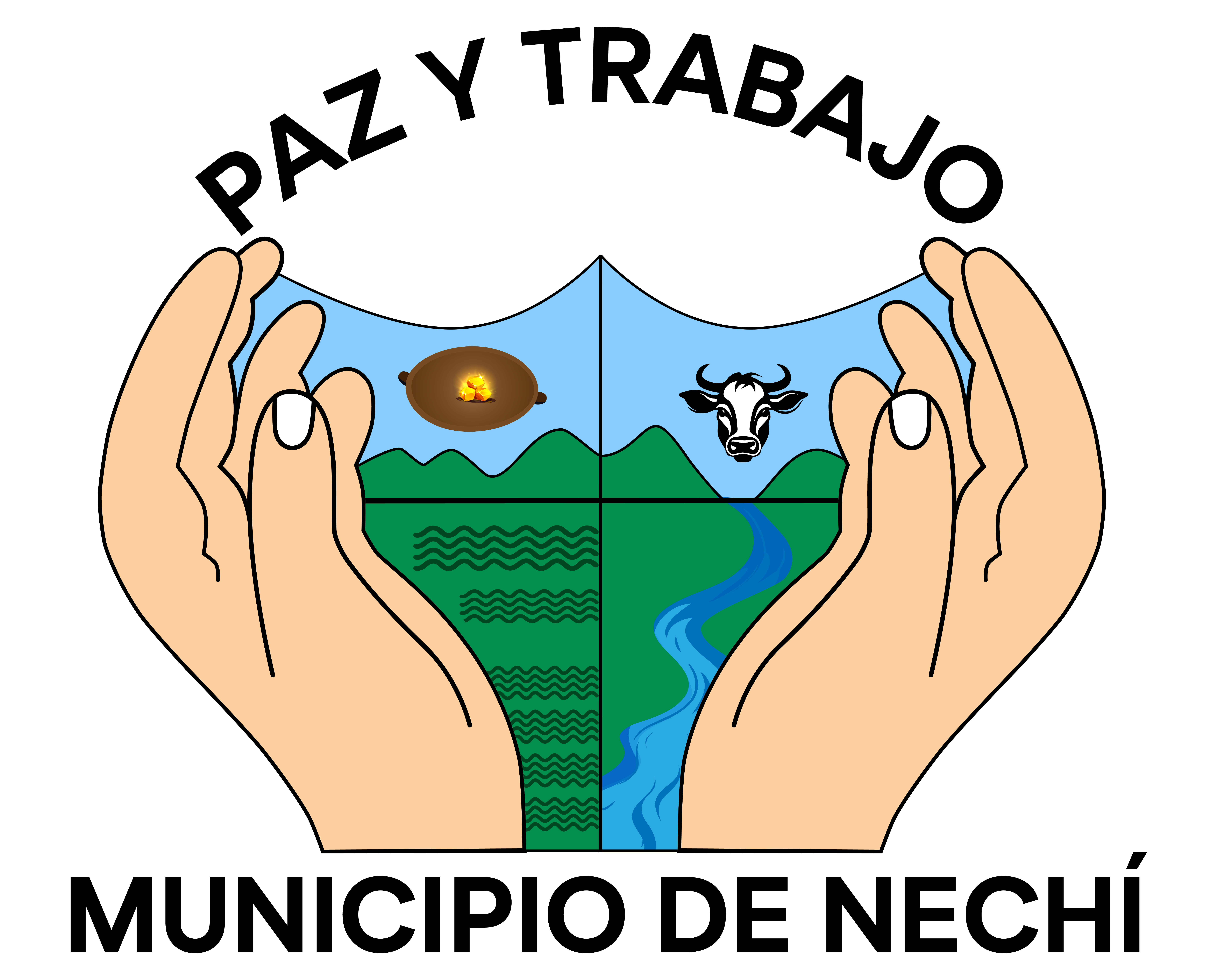
El escudo oficial del Municipio de Nechí es un símbolo de la identidad y el patrimonio cultural del municipio. Este escudo combina elementos visuales que representan la historia, la riqueza natural y el espíritu comunitario de Nechí.

- Fundación del municipio: Se desconoce la fecha exacta. Sin embargo, se tiene como oficial la fecha por los hallazgos históricos: El 13 de junio de 1636, aduciendo a este día por la de su santoral: San Antonio de Padua.
- Erección del municipio: 1 de enero de 1982, mediante ordenanza 1 de 1981. Siendo esta la última fecha de su municipalidad, al escindirse de Caucasia y de El Bagre.
- Fundadores: Fernando Lozano Infante y Paniagua (contrario a lo que se cree sobre que fue Don Gaspar de Rodas, quien a la fecha ya había fallecido, ver su biografía y contrastar con la fecha de fundación de Nechí)
- Apelativos: "Puerto de Oro de Antioquia", "Primer Puerto de Antioquia sobre el Río Cauca", "Llave de Antioquia".

Nechí es el municipio de menor extensión territorial en el Bajo Cauca antioqueño. Se comunica por carretera con Caucasia y con San Jacinto del Cauca en el departamento de Bolívar. Es puerto fluvial sobre el río Cauca y el río Nechí, el primero lo comunica con Caucasia en el departamento de Antioquia y con San Jacinto del Cauca en el departamento de Bolívar. Por el río Nechí se comunica con el municipio de El Bagre.
Nombres antiguos del municipio: San Antonio de Bermejal (1636), San José de Nechí (1788).

## Demografía
Población Total: 25 790 hab. (2018)
- Población Urbana: 138 174
- Población Rural: 124 616

Alfabetismo: 76.5% (2005)
- Zona urbana: 80.9%
- Zona rural: 69.7%

### Etnografía
Según las cifras presentadas por el DANE del censo 2005, la composición etnográfica del municipio es: 
- Mestizos, blancos y negros (63,9%)
- Afrocolombianos (45,8%)
- Indígenas (10,3%)

## Economía
- Agricultura: Arroz, Maíz, Yuca, Plátano y Ñame morado.
- Ganadería: Levante y Leche
- Madera
- Pesca
- Minería de Oro[Ilegal]

## Fiestas
- Corralejas del 20 de Enero, celebración alegórica del municipio
- Día de la Virgen del Carmen: 16 de julio
- Fiesta de la Inmaculada Concepción: 8 de diciembre
- Fiestas del Fandango: 20 de enero

## Sitios de interés
- Iglesia Inmaculada Concepción
- Cascadas La Piscina
- Complejo cenagoso Corrales
- Ciénaga El Sapo
- Segundo Puente Caño Pescado
- Las Parcelas de Londres
- Mirador Cerro Morroputo
- Balneario La Trampa
- Quebradas San Pedro
- Quebrada Madre de Dios
- Quebrada La Trinidad
- Playas en verano intenso
- Cascada San Mateo